# Cataractextractie
Bij een cataractextractie wordt de door cataract (grijze staar) aangetaste ooglens verwijderd en vervangen door een prothese, een zogenaamde intraoculaire lens of IOL. Dit gebeurt bijna altijd onder lokale verdoving. Alleen als een patiënt te onrustig is wordt totale verdoving gebruikt.

## Geschiedenis
Cataractextracties vonden reeds in de oudheid plaats. In Egyptische mummies en ook op hiërogliefen zijn hiervoor bewijzen gevonden. De techniek bestond eruit om dermate hard op de oogbol te drukken, dat de lens losliet en in het oog wegzakte. De behandelde persoon was dan uit dit oog nog steeds zo goed als blind, maar kon ten minste nog licht en donker, en grote vormen onderscheiden.

### Intracapsulaire cataractextractie
Bij intracapsulaire cataractextractie (ICCE), een techniek die tot in de jaren 1980 werd gebruikt, wordt het hoornvlies over 180° geopend, zodat de lens vrij komt te liggen. Met een cryoprobe, een soort staafje dat op tientallen graden onder nul gebracht wordt, wordt de lens aangeraakt waardoor de lens aan dit staafje vastvriest. Door voorzichtig trekken wordt de lens uit het oog getrokken. Nadien wordt het hoornvlies gehecht. Bij deze techniek is het niet mogelijk om een intraoculaire lens te plaatsen omdat er geen structuren zijn om deze lens aan vast te hechten; deze zijn met de oorspronkelijke lens verwijderd. Om toch een min of meer acceptabel zicht te krijgen, kregen de patiënten een zware bril aangemeten. Deze vervormde het zicht zeer sterk, maar de patiënten zagen na de ingreep beduidend beter dan voordien. Als belangrijkste complicatie kon netvliesloslating optreden, hetgeen blijvende blindheid tot gevolg kan hebben.

### Extracapsulaire cataractextractie
Extracapsulaire cataractextractie (ECCE) was de gebruikelijke techniek tot eind jaren 1990. Net zoals bij ICCE wordt het hoornvlies over 180° ingesneden. Vervolgens werd met een speciale naald of een pincet de voorkant van het kapsel van de lens opengescheurd. Daarna maakte de oogarts met een soort lepel de lenskern los van de achterzijde van het kapsel, waarna de lenskern werd verwijderd. In het overgebleven kapsel kon dan een kunstlens geïmplanteerd worden. Na de ingreep werd het hoornvlies gehecht. Deze techniek wordt sinds het jaar 2000 nog slechts in uitzonderlijke gevallen gebruikt.

## Fako-emulsificatie

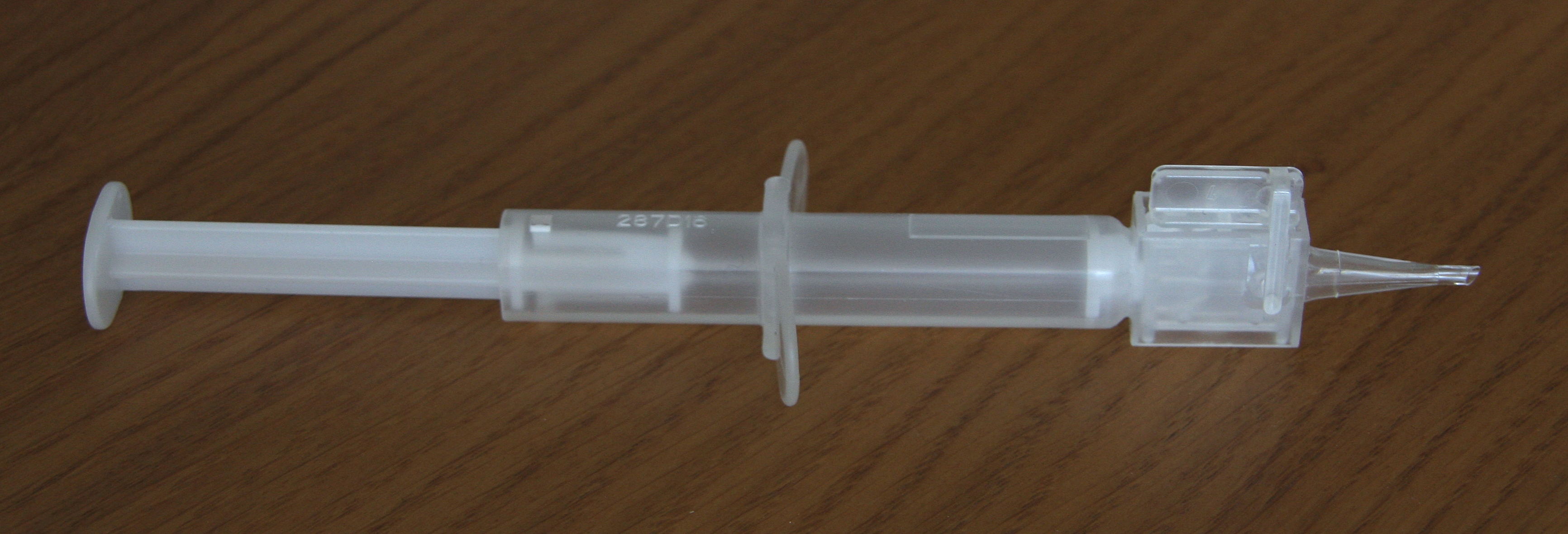
Speciale injector voor opgerolde intraoculaire lens. Bij dit type is slechts een snede van 2,8 mm nodig.

Fako-emulsificatie (kortweg fako) is sinds ca. 2000 de meest gebruikte techniek. Hierbij wordt een insnede van slechts 2,2 à 3 mm in het hoornvlies gemaakt. Deze insnede wordt op een speciale manier gemaakt zodat hechting nadien niet meer nodig is. Door een soort trapvormige snede door het hoornvlies te maken wordt deze zelfsluitend. Zoals bij ECCE wordt het voorste lenskapsel verwijderd. Door middel van een 1 mm dik buisje dat ultrasoon in trilling is gebracht, wordt de lenskern verpulverd en weggezogen. Als de lenskern is verwijderd wordt daarvoor in de plaats een speciale kunstlens ingebracht. De lens wordt in opgerolde toestand ingebracht, zodat eerder genoemde kleine insnede voldoende is.

## Complicaties
Complicaties die kunnen ontstaan bij een cataractextractie zijn:
- Na-staar: er blijven resten van het lenskapsel achter in het oog. Deze resten kunnen met behulp van een laser later worden weggehaald.
- Scheur in het lenszakje (kapselruptuur): Dit kan vooral gebeuren bij rijpe staar (matuur cataract), een nauwe pupil, een zwak lenskapsel (pseudo-exfoliatiesyndroom), na een vitrectomie of bij verzwakte zonulavezels.
- Macula-oedeem
- Cornea-oedeem door een tijdens de operatie beschadigd cornea-endotheel, ook wel corneadecompensatie genoemd
- Trilling en verplaatsing van de kunstlens (subluxatie, decentratie).
- Endoftalmitis (inwendige ooginfectie).
- Netvliesloslating, een risicofactor voor patienten met hoge myopie.
- Intraoperatief "floppy iris"-syndroom.
- Beschadiging van de kunstlens door bijvoorbeeld een pincet.